# Скупая Потудань (река)

Скупая Потудань — река в России, протекает в Воронежской и Белгородской областях. Устье реки находится в 59 км по левому берегу реки Потудань. Длина реки составляет 30 км, площадь водосборного бассейна 552 км².

## Данные водного реестра
По данным государственного водного реестра России относится к Донскому бассейновому округу, водохозяйственный участок реки — Дон от города Задонск до города Лиски, без рек Воронеж (от истока до Воронежского гидроузла) и Тихая Сосна, речной подбассейн реки — бассейны притоков Дона до впадения Хопра. Речной бассейн реки — Дон (российская часть бассейна).
По данным геоинформационной системы водохозяйственного районирования территории РФ, подготовленной Федеральным агентством водных ресурсов:
- Код водного объекта в государственном водном реестре — 05010100812107000003478
- Код по гидрологической изученности (ГИ) — 107000347
- Код бассейна — 05.01.01.008
- Номер тома по ГИ — 07
- Выпуск по ГИ — 0